# Kłodzkie Towarzystwo Oświatowe
Kłodzkie Towarzystwo Oświatowe – towarzystwo edukacyjne i organizacja pozarządowa, stowarzyszenie powstałe w grudniu 1995 w Kłodzku.
Celem Kłodzkiego Towarzystwa Oświatowego jest wzbogacanie możliwości edukacyjnych dzieci i młodzieży poprzez wyzwalanie i wspieranie inicjatyw społecznych w dziedzinie oświaty, wychowania, kultury i sportu.
Kłodzkie Towarzystwo Oświatowe ma od 2004 status organizacji pożytku publicznego.

## Historia
KTO założono w grudniu 1995, a w styczniu 1996 zostało wpisane do rejestru stowarzyszeń. Wśród założycieli byli m.in. Janusz Laska, Mieczysław Kowalcze, Jerzy Didyk. Pierwsze walne zgromadzenie towarzystwa odbyło się w lutym 1996 i od tej pory KTO rozpoczęło działalność oświatową na rzecz dzieci i młodzieży oraz dorosłych mieszkańców ziemi kłodzkiej. W maju 1996 nastąpiło przejęcie Społecznej Szkoły Podstawowej w Kłodzku, początkowo KTO skupiło się wyłącznie na jej prowadzeniu.
W maju 1996 rozpoczęto realizację programu „Ziemia Kłodzka – Nasza Mała Ojczyzna”, dzięki dotacjom projektem objętych zostało kilka tysięcy uczniów z kilkudziesięciu szkół ziemi kłodzkiej. W ciągu kilkunastu lat istnienia stowarzyszenia zrealizowano kilkadziesiąt różnorodnych projektów, z których kilkanaście miało zasięg powiatowy, kilka dolnośląski i kilka szkolny.
KTO w latach 1996–2004 wydało 8 numerów Rocznika Kłodzkiego Towarzystwa Oświatowego, przedstawiającego najważniejsze wydarzenia z życia organizacji, a w latach 2011–2014 15 numerów dwumiesięcznika „Kreator. Pismo oświatowo-kulturalne Ziemi Kłodzkiej”.

## Przedmiot i formy działania KTO
Przedmiot działalności Stowarzyszenia
Działalność KTO prowadzona jest w następującym zakresie:
- prowadzenie nauczania w szkole podstawowej, gimnazjum i liceum ogólnokształcącym,
- wydawanie książek, broszur, folderów, map, czasopism i wydawnictw periodycznych, kalendarzy, plakatów, kart pocztowych,
- składanie tekstu i obrazu.

Formy pracy
Stowarzyszenie realizuje swoje cele poprzez:
- prowadzenie Zespołu Szkół Społecznych w Kłodzku, obejmującego szkoły społeczne: podstawową, gimnazjum i liceum,
- działalność wydawniczą w zakresie wydawnictwa książek, broszur, folderów, map oraz wydawnictw periodycznych, wydawanie czasopism: „Rocznik KTO”, „Kreator”,
- składanie tekstu i obrazów, nagrywanie płyt CD i kaset magnetofonowych,
- prowadzenie szkoleń i warsztatów dla kadry pedagogicznej oraz dla uczniów szkół wszystkich szczebli,
- organizowanie konkursów przedmiotowych, artystycznych i tematycznych,
- organizowanie imprez turystycznych, sportowych i kulturalnych dla dzieci i młodzieży,
- wspieranie inicjatyw i działań w zakresie medycyny szkolnej,
- wspieranie inicjatyw przeciwdziałających patologii społecznej wśród dzieci i młodzieży.

## Działalność wydawnicza
Osiągnięciami towarzystwa są liczne wydawnictwa dydaktyczne i popularne, wydane często przy współpracy z Wydawnictwem „Maria” z Nowej Rudy, w tym:
- Materiały dydaktyczne dla nauczycieli z zakresu edukacji europejskiej, 2000
- Janusz Laska, Mieczysław Kowalcze, Arleta Kalinowska, Atrakcje turystyczne Ziemi Kłodzkiej (mapa turystyczna w skali 1:100 000), 2001
- Piosenki o Małej Ojczyźnie, 2001; Piosenki o Ziemi Kłodzkiej, 2002, ISBN 83-914449-7-X.
- Nigdy więcej powodzi. Wspomnienia mieszkańców Ziemi Kłodzkiej, 2003
- Arno Herzig, Małgorzata Ruchniewicz, W kraju Pana Boga. Źródła i materiały do dziejów Ziemi Kłodzkiej od X do XX wieku, 2003, ISBN 83-916830-3-6; wydanie II poprawione i uzupełnione, 2010, ISBN 978-83-60478-13-4.
- Zdzisław Szczepaniak, Árnošt z Pardubic, 2004, ISBN 978-83-88842-59-7.
- bajki: Łada Ponikowska, Marta Zilbert, Tajemnica Glacelli, 2007. ISBN 978-83-60478-25-7; Czary Glacelli. ISBN 978-83-60478-42-4; Labirynt Konwalii, 2008. ISBN 978-83-60478-77-6; Księga Pikotki, 2010. ISBN 978-83-62337-25-5.
- Kościół Wniebowzięcia Najświętszej Marii Panny w Kłodzku, 2003, ISBN 978-83-916830-2-6; Kościół Braci Mniejszych Franciszkanów, 2008
- wydanie Popularnej encyklopedii Ziemi Kłodzkiej – encyklopedii ziemi kłodzkiej pod red. Janusza Laski i Mieczysława Kowalcze, cztery tomy z suplementem:
  - tom I (A–J), Kłodzko-Nowa Ruda 2009, ISBN 978-83-60478-90-5.
  - tom II (K–M), Kłodzko-Nowa Ruda 2009, ISBN 978-83-60478-08-0.
  - tom III (N–S), Kłodzko-Nowa Ruda 2010, ISBN 978-83-62337-24-8.
  - tom IV (Ś–Ż) z suplementem, Kłodzko-Nowa Ruda 2011, ISBN 978-83-62337-36-1.
- Przemysław Dominas, Powstanie i rozwój kolei na Ziemi Kłodzkiej w latach 1854–1914, 2009, ISBN 978-83-60478-03-5.
- Korzenie. Trzydziestolecie „Solidarności” na Ziemi Kłodzkiej, 2010, ISBN 978-83-62337-36-1.
- Bogusław Michnik, Wiersze ostatnie o Matce, wyd. 2, Kłodzko 2013, ISBN 978-83-62337-84-2.
- Dorota Węgrzyn, Jak najdyskretniej oswoić śmierć. Życie i poezja Anny Zelenay, Kłodzko-Nowa Ruda 2013, ISBN 978-83-62337-81-1.
- Maria Dzierżyńska, Umykają mi chwile, Kłodzko-Nowa Ruda 2014, ISBN 978-83-62337-88-0.
- Kamil Głaz, Ziemia Kłodzka. Miejsca znane i zapomniane, Kłodzko-Nowa Ruda, 2017, ISBN 978-83-948259-8-0.
- Antoni Matuszkiewicz, Wiersze o ziemi i niebie, Kłodzko-Nowa Ruda, 2017, ISBN 978-83-948803-4-7.
- Irena Klimaszewska; Jacek Adamowski (rys.), Valeska. Opowieść o powstaniu grodu kłodzkiego. Na motywach legend kłodzkich i przekazu skrzata Tymoteusza, Kłodzko-Nowa Ruda 2019, ISBN 978-83-953515-9-4.
- Irena Klimaszewska; Jacek Adamowski (rys.), Wyprawa. Opowieść o herbie kłodzkim na motywach starych legend kłodzkich i przekazu skrzata Tymoteusza, Kłodzko-Nowa Ruda 2020, ISBN 978-83-954997-7-7.
- Zbigniew Machoś; Mieczysław Kowalcze i Janusz Laska (red.), Świadkowie, Kłodzko-Nowa Ruda, 2019, ISBN 978-83-953515-2-5.
- Krzysztof Filipowicz, Anna Karolewicz, Smaki życia. Z Polesia przez Kazachstan do Kłodzka, Kłodzko-Nowa Ruda, 2020, ISBN 978-83-954997-9-1.

## Nagrody
- nagroda Pro Publico Bono (2008)[7]
- Odznaka Honorowa Zasłużony dla Powiatu Kłodzkiego (2016)[8].